# Paul-Henri Nargeolet
Paul-Henri Nargeolet, född 2 mars 1946 i Chamonix-Mont-Blanc, Haute-Savoie i Frankrike, död 18 juni 2023 i Nordatlanten, var en fransk djuphavsutforskare som bland annat har undersökt vraket efter RMS Titanic vid ett 30-tal tillfällen.

## Biografi
Nargeolet växte upp i Casablanca i Marocko innan han vid sexton års ålder återvände till Frankrike för att avsluta sin utbildning i Paris.
Han gjorde karriär inom Frankrikes flotta och pensionerades 1986 som kommendörkapten efter 22 års tjänst. År 1987 ledde han IFREMER:s (Institut Français de Recherche pour l'Exploitation de la Mer) första expedition till Titanic där föremål från vraket kunde bärgas. År 2010 var han ledare för en tjugo dagar lång expedition  från Newfoundland som dokumenterade vraket med hjälp av fotografier och video samt  framställde tredimensionella översiktsbilder över området.
Nargeolet har också spelat in tre dokumentärfilmer om Titanic: 
Deep Inside the Titanic (1999), Titanic: Anatomy of a Disaster (1997) och Titanic: Answers from the Abyss (1999).
Han omkom när undervattenfarkosten Titan tillhörande företaget Oceangate imploderade under en nedstigning till Titanic den 18 juni 2023.